# Велмеј
Велмеј (мкд. Велмеј) је насеље у Северној Македонији, у западном делу државе. Велмеј припада општини Дебарца.

## Географија
Насеље Велмеј је смештено у западном делу Северне Македоније. Од најближег града, Охрида, насеље је удаљено 32 km северно.
Велмеј се налази у историјској области Дебарца, која обухвата слив реке Сатеске и са изразитим планинским обележјем. Насеље је смештено у средишњем, долинском делу области. Јужно од насеља издиже се планина Мазатар, а источно Илинска планина. Западно од насеља протиче речица Сатеска. Надморска висина насеља је приближно 860 метара.
Клима у насељу је планинска.

## Становништво
Велмеј је према последњем попису из 2002. године имао 511 становника. 
Већину становништва чине етнички Македонци (100%).
Већинска вероисповест је православље.